# アレサンドロ・ロージ
アレサンドロ・ロージ（Alessandro Rosi、1627年12月28日 - 1697年4月19日）は、17世紀イタリアの画家である。フィレンツェで働き、宗教画を描いた。

## 略歴
フィレンツェのRovezzanoで生まれた。チェザーレ・ダンディーニ(Cesare Dandini: 1596-1657)かヤコポ・ヴィニャーリ(1592-1662)の弟子であり、カルロ・ドルチ(1616-1686)とともに学んでいたとされるが、その生涯についてあまり知られていない。ローマでも修行し、シモン・ヴーエ(1590-1649)やジョヴァンニ・ランフランコ(1582-1647)の作品を研究したとも推定されている。絵を学んだとされるダンディーニの影響は人物の衣装の表現などに見られるとされる。同時代のフィレンツェの美術史家フィリッポ・バルディヌッチはロージの人物像について好意的に評している。
カッシーニ家(Corsini)やリヌッチーニ家(Rinuccini)といった当時のフィレンツェで有力であった一族から支援を受け、彼らの邸宅の装飾画を描いた。1677年からメディチ家のトスカーナ大公コジモ3世のタペストリーの工房でタペストリーのデザインもした。
アレサンドロ・ゲラルディーニ(Alessandro Gherardini: 1655–1727)という弟子がいた。

## 作品

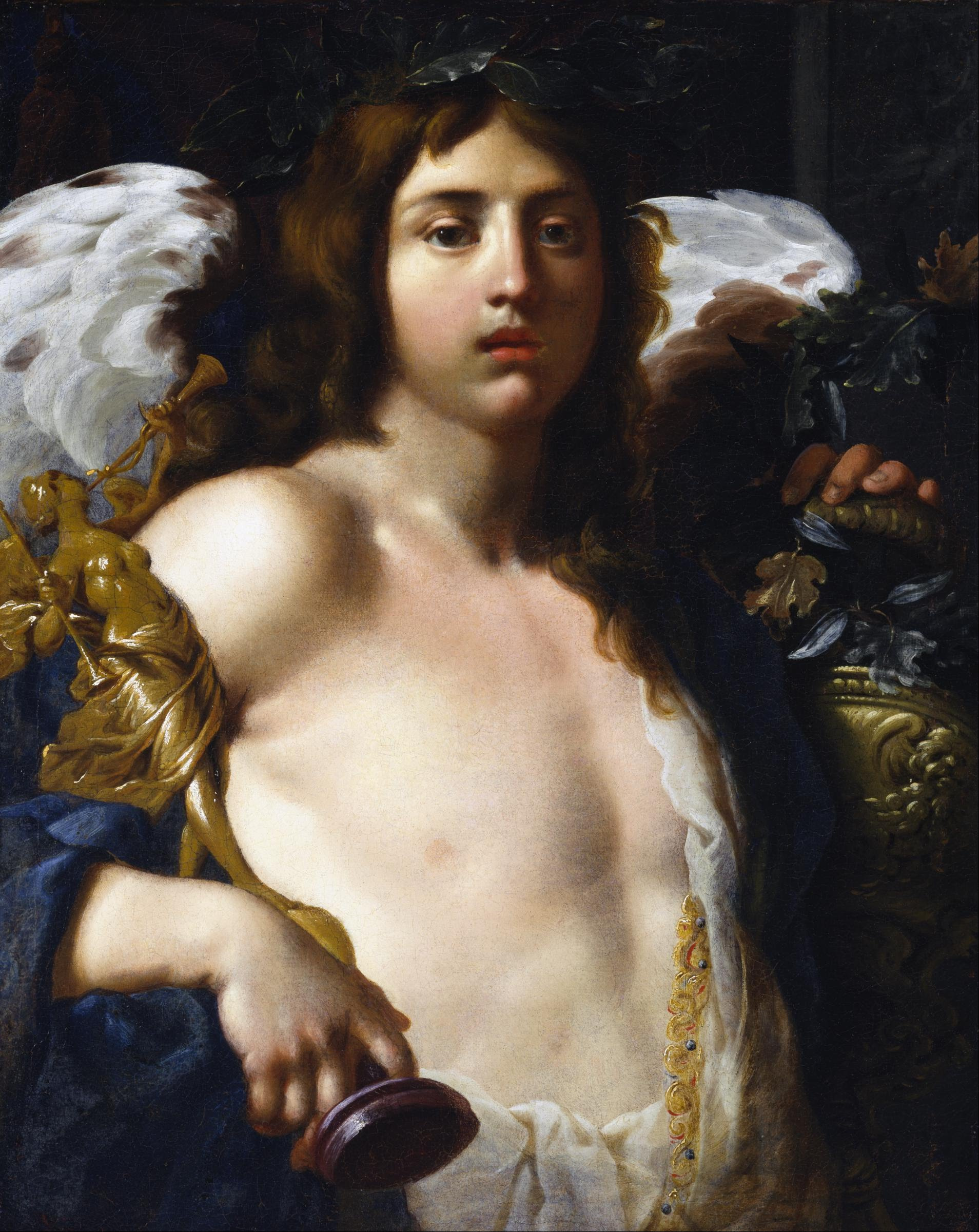
美徳の寓意 ヒューストン美術館
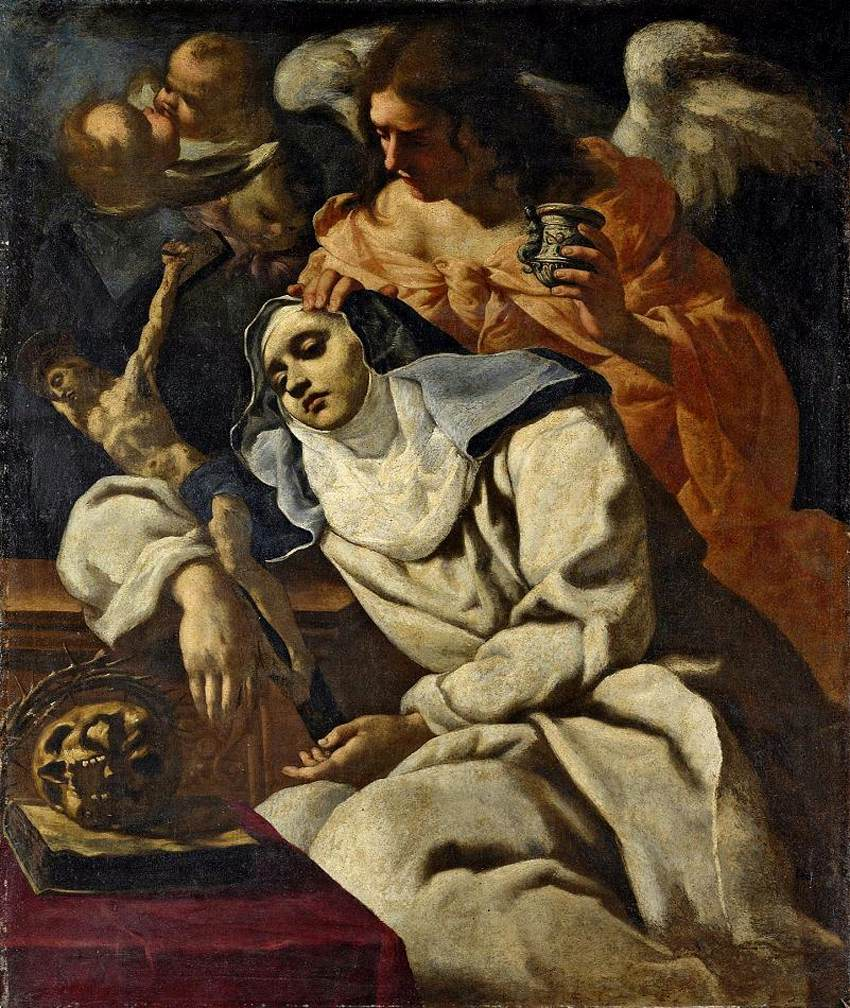
聖女マリア・マッダレーナ・デ・パッツィの恍惚
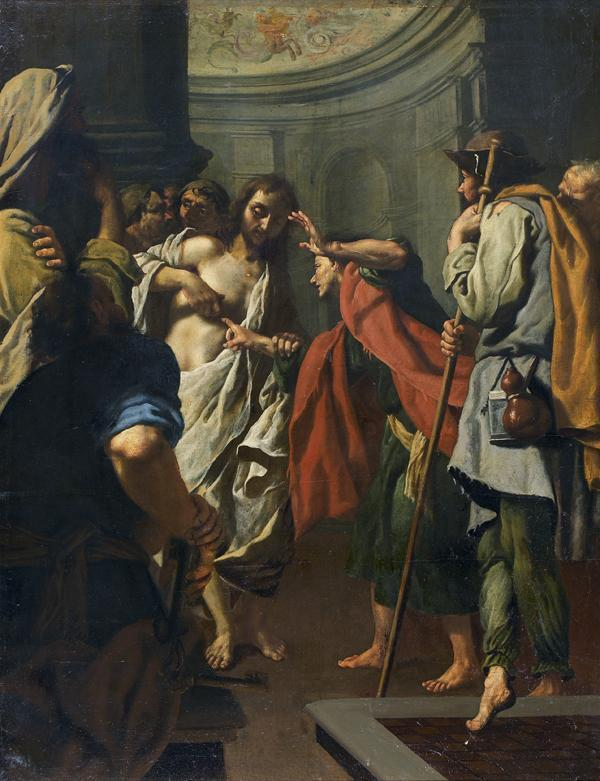
聖トマスの不信
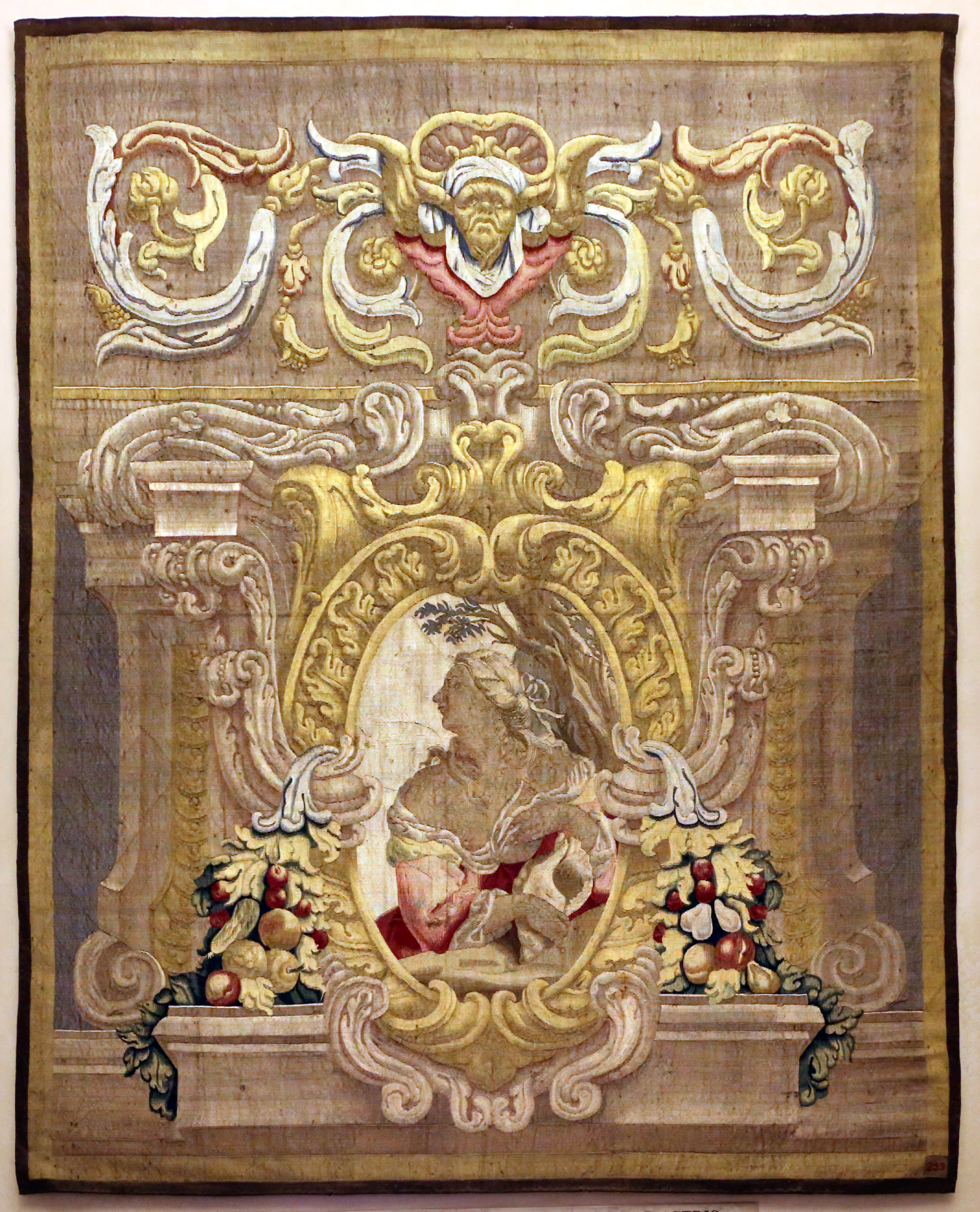
ロシがデザインしたとされるタペストリー